# Boabă de cafea

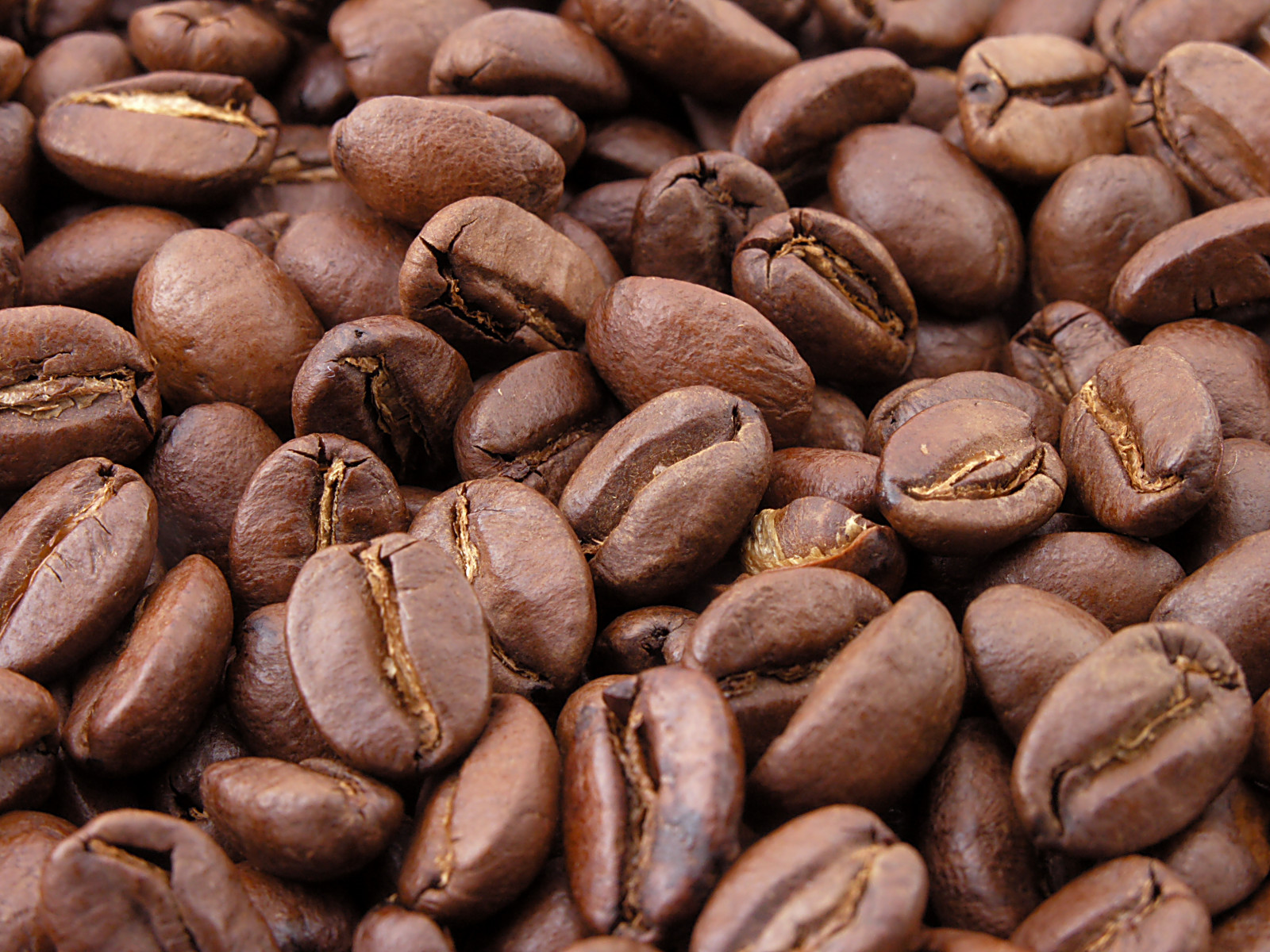
Boabe de cafea prăjite

O boabă de cafea este o sămânță a plantei Coffea și sursa de cafea. Este drupa din interiorul fructului roșu sau purpuriu denumit adesea cireș. La fel ca și cireșele obișnuite, fructele de cafea sunt și un așa-numit fruct de piatră.  Fructele - cireșele de cafea sau fructele de cafea - conțin cel mai adesea două drupe cu laturile lor plate. Un procent mic de cireșe conține o singură sămânță, în loc de cele două obișnuite. Boabele cu o singură sămânță reprezintă  aproximativ 10 și 15% din total și este o credință destul de comună (totuși neprobată științific) că au mai multă aromă decât boabele de cafea normale. La fel ca nucile din Brazilia (o sămânță) și orezul alb, boabele de cafea constă în mare parte din endosperm.
Cele mai importante două soiuri de plante de cafea sunt Arabica și Robusta; ~60% din cafeaua produsă în întreaga lume este Arabica și ~40% este Robusta. Boabele Arabica constă din 0,8–1,4% cofeină și boabele Robusta constă din 1,7–4% cofeină. Deoarece cafeaua este una dintre cele mai consumate băuturi la nivel mondial, boabele de cafea reprezintă o cultură majoră de numerar și un produs important la export, reprezentând peste 50% din veniturile obținute din valutele națiunilor în curs de dezvoltare.